# Lovellona atramentosa
Lovellona atramentosa là một loài ốc biển, là động vật thân mềm chân bụng sống ở biển thuộc họ Mitromorphidae, họ ốc cối.

## Miêu tả
Loài này có kích thước giữa 5 mm và 13 mm.

## Phân bố
Chúng phân bố ở Ấn Độ Dương dọc theo Aldabra Atoll, Mozambique và KwaZuluNatal, ở hải vực Ấn Độ Dương-Tây Thái Bình Dương.